# Душетский уезд
Душе́тский уезд — административная единица в Тифлисской губернии Российской империи и Грузинской ССР, существовал в 1801—1840, 1867—1929 годах. Уездный город — Душет.

## История
Первоначально Душетский уезд был образован в 1801 году в составе Грузинской губернии в результате присоединения Картли-Кахетинского царства к России. В 1840 году в процессе создания Грузино-Имеретинской губернии уезд был расформирован. Вновь создан в 1867 году в составе Тифлисской губернии.
В 1918 году уезд вместе с Тифлисской губернией вошёл в состав Грузинской Демократической Республики. В 1929 году упразднён с передачей территории в Тифлисский округ.

## Население
Согласно ЭСБЕ население уезда в 1891 году составляло 70 176 чел.
По данным первой всеобщей переписи населения 1897 года в уезде проживало 67 719 жителей (35 848 мужчин и 31 871 женщин). Грамотных — 4 943 чел. или 7,3 %). В уездном городе Душет — 2 566 чел.

### Национальный состав
| Год  | Всего, чел. | Грузины | Имеретинцы | Мингрелы | Осетины | Армяне | Пшавы | Великорусы (русские), малорусы (украинцы), белорусы | Хевсуры | Татары (азербайджанцы) | Кистины | Халдеи | Аварцы, кюринцы (лезгины) и др. лезгинские народы | Остальные (поляки, немцы, персы и др.) |
| ---- | ----------- | ------- | ---------- | -------- | ------- | ------ | ----- | --------------------------------------------------- | ------- | ---------------------- | ------- | ------ | ------------------------------------------------- | -------------------------------------- |
| 1891 | 70 176      | 46 700  | ---        | ---      | 16 300  | 4 032  | 1 261 | ---                                                 | ---     | ---                    | 335     | ---    | ---                                               | ---                                    |
| 1897 | 67 719      | 49 690  | 14         | 54       | 14 523  | 1 680  | ---   | 1 035                                               | 711     | 405                    | ---     | 121    | 17                                                | 180                                    |

## Административное деление
В 1913 году в состав уезда входило 22 сельских правлений:
| - Ананурское — с. Ананур, - Ахалгорское — с. Ахалгори, - Ахадобское — с. Ахалдоба, - Базалетское — с. Базалети, - Больское-Квемо — с. Боли-Квемо, - Верхне-Мтиулетское — с. Млеты, - Верхне-Хевское — с. Коби, - Гремисхевское — с. Гремисхеви, | - Дидебаанткарское — с. Дидебаани, - Жинвальское — с. Жинвали, - Кайшаурское — с. Кайшаури, - Кванильское — с. Кванили, - Монастерское — с. Монастери 1-е, - Мухранское — с. Мухрани, - Мцхетское — с. Мцхет, | - Мчаднеджварское — с. Мчаднеджвари, - Нижне-Хевское — с. Степанцминда, - Нижне-Мтиулетское — с. Пасанаур, - Рехульское — с. Захори, - Сагурамское — с. Навбараанткара, - Цикланское — с. Циклани, - Чопортское — с. Чопорта, |